# Melinis nerviglumis
Melinis nerviglumis är en gräsart som först beskrevs av Adrien René Franchet, och fick sitt nu gällande namn av Georg Zizka. Melinis nerviglumis ingår i släktet Melinis och familjen gräs. Inga underarter finns listade i Catalogue of Life.

## Bildgalleri

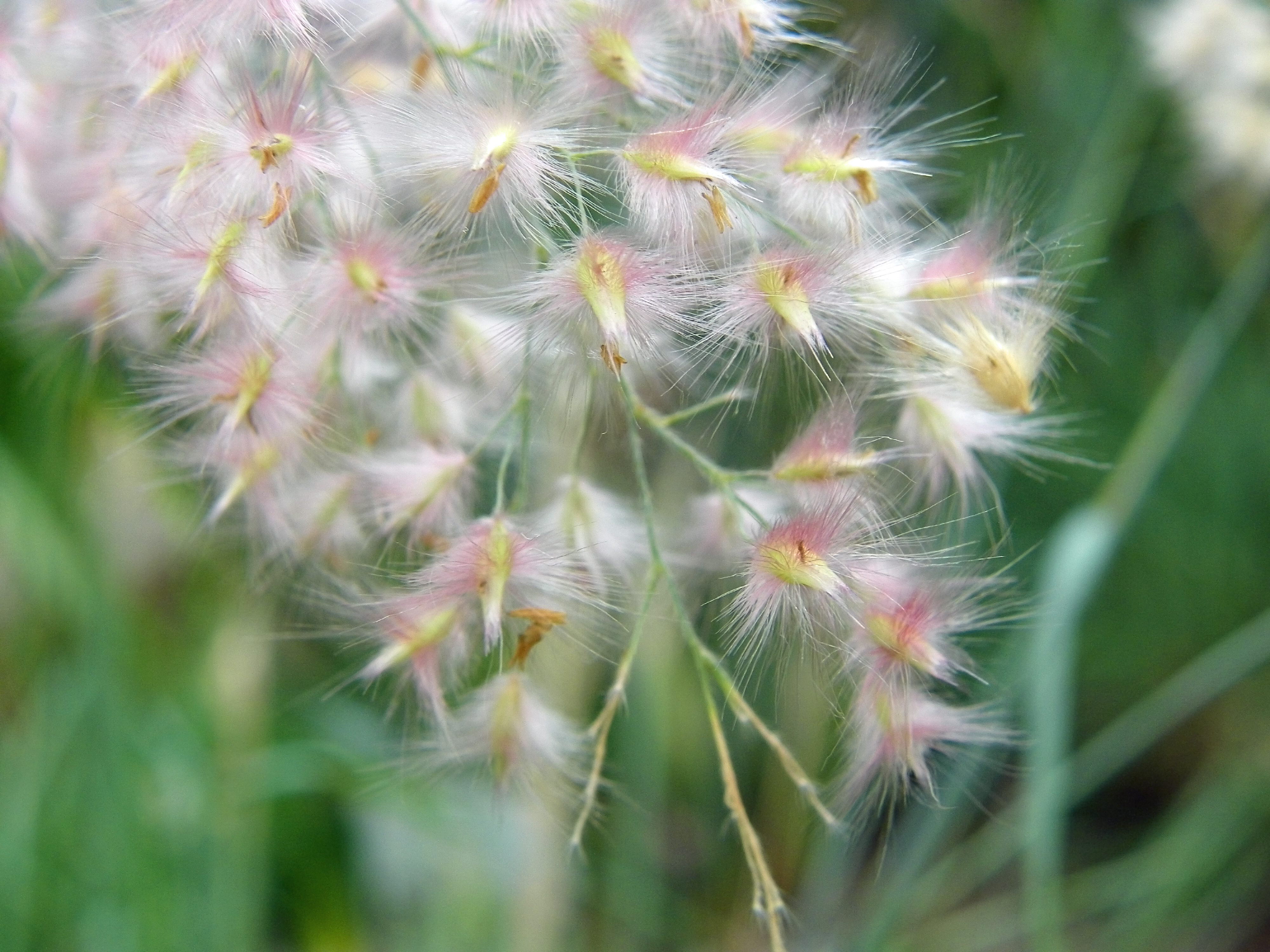
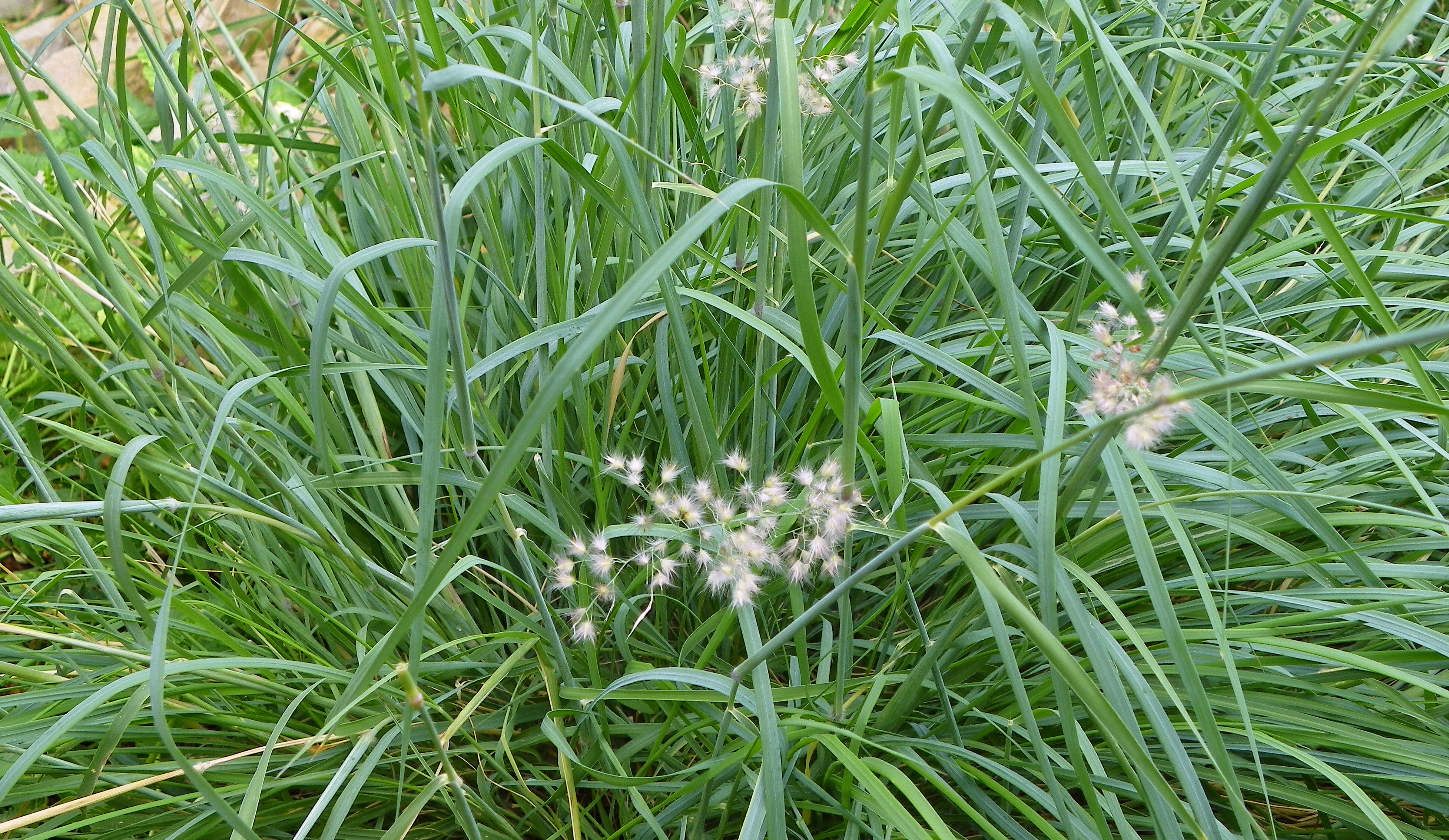
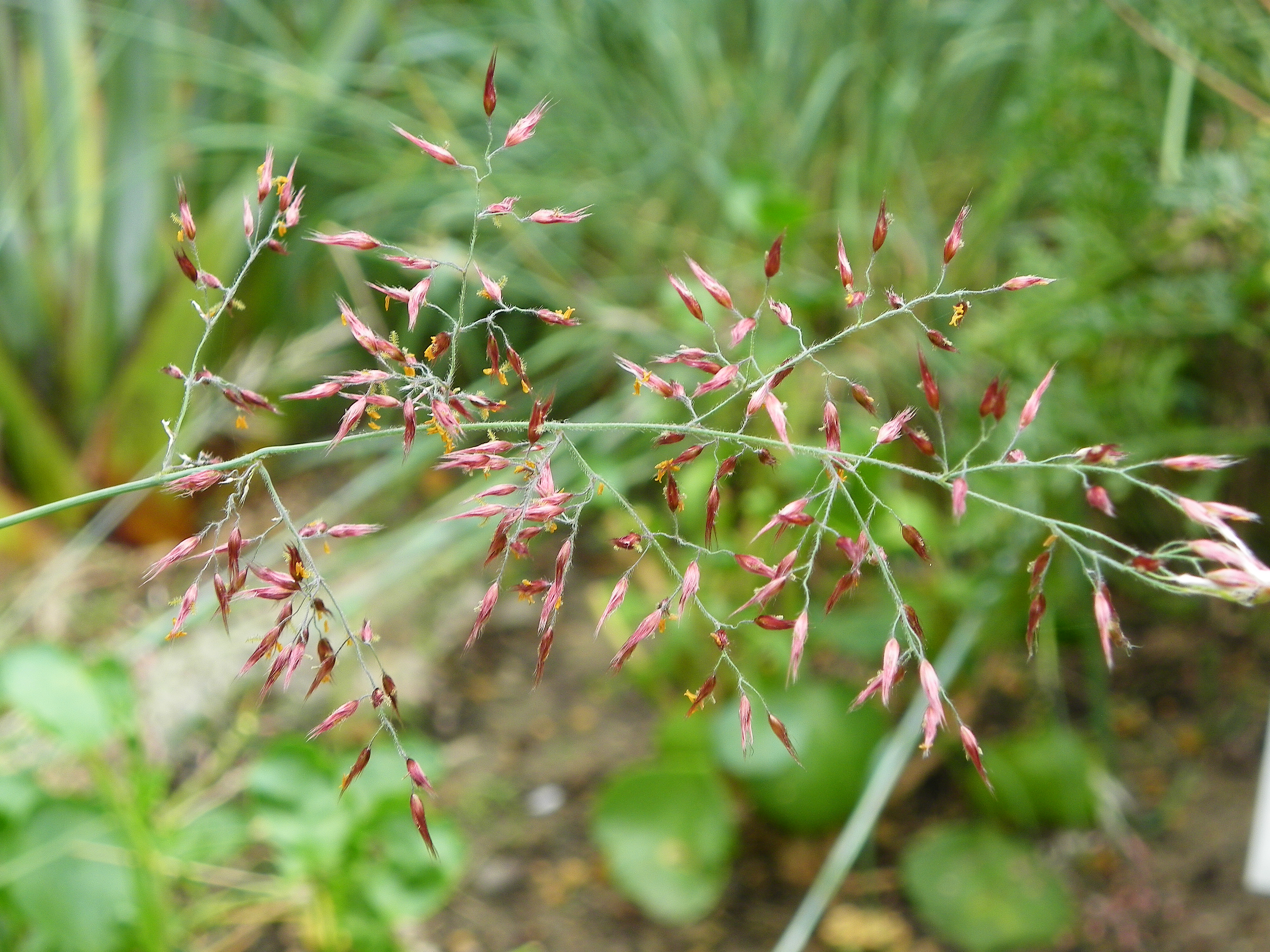
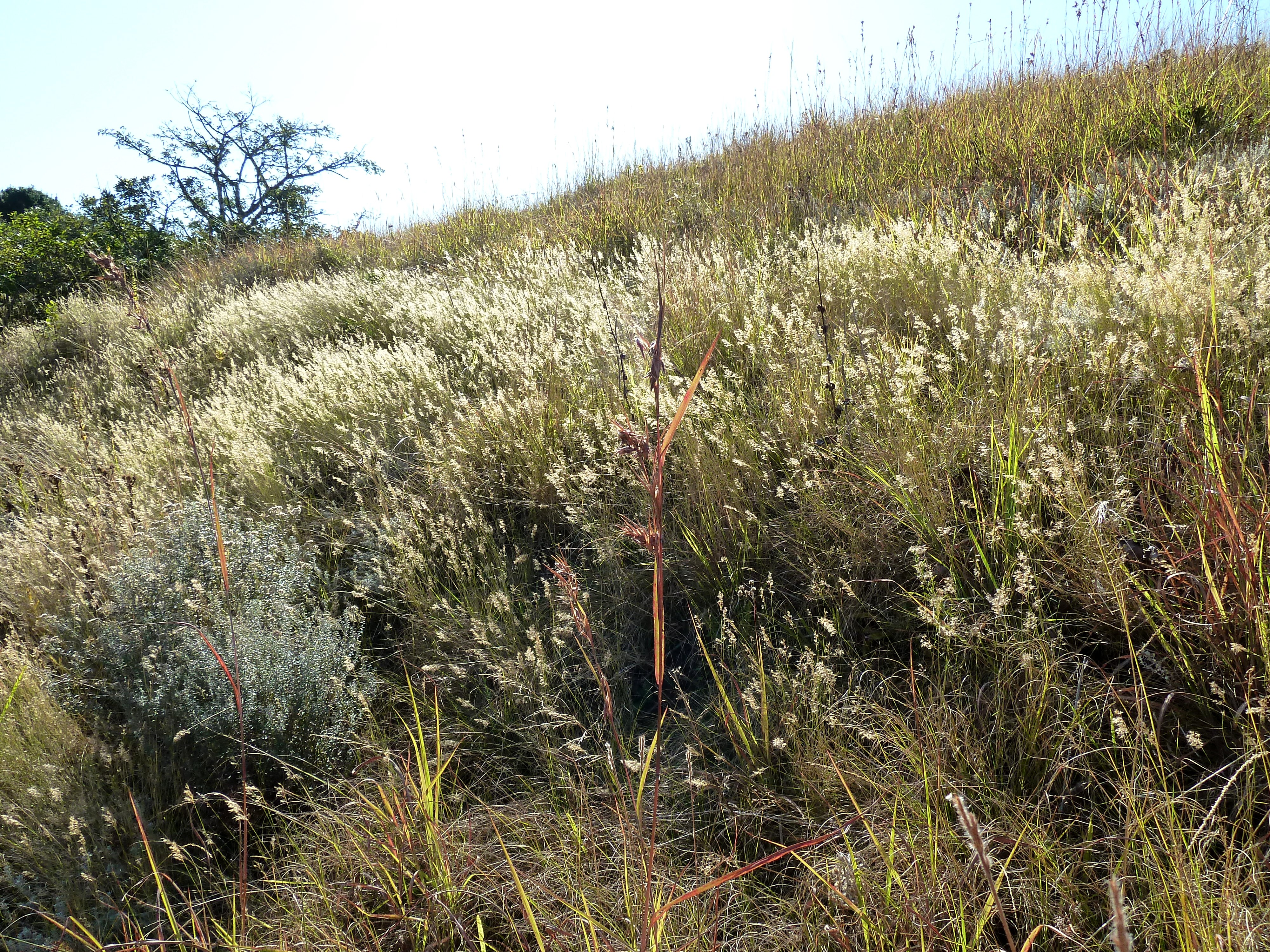